# Русин, Василий Павлович
Василий Павлович Русин (2 января 1919, с. Лецовица, комитат Берег, Венгерская народная республика — 21 октября 2005, Киев) — советский партийный и государственный деятель, председатель Закарпатского облисполкома (1963—1974).

## Биография
Родился в бедной крестьянской семье. Учился в народной школе и Мукачевской гимназии.
В 1939 году нелегально перешел венгерско-советскую границу. Был приговорен к пяти годам исправительно-трудовых лагерей. После освобождения в 1942 году поступил в Первую Чехословацкую отдельную бригаду, которая формировалась в Бузулуке и воевал в её составе. Позже был направлен в партизанскую школу при Украинском штабе партизанского движения, после которого 13 сентября 1944 года был десантирован в Закарпатье командиром партизанского движения. Его отряд действовал в Мукачевском и Свалявском районах.
В 1945 году возглавил Специальный суд Закарпатской Украины, затем работал председателем областного суда и прокурором Закарпатской области. В 1952 году заочно окончил Львовский университет.
В 1963—1974 годах — председатель исполнительного комитета Закарпатского областного совета. В 1974 году был назначен заместителем министра социального обеспечения Украинской ССР.
Депутатом Верховного Совета СССР 2-го созыва и Верховного Совета УССР 3—8 созывов. В 1969—1974 годах — член Президиума Верховного Совета УССР. Кандидат в члены ЦК КПУ (1966—1976).
Похоронен на Байковом кладбище.

## Награды и звания
Награждён четырьмя орденами Трудового Красного Знамени, орденами Отечественной войны 1-й и 2-й степеней, орденом Октябрьской Революции, украинскими орденами Богдана Хмельницкого и «За заслуги» 3-й степени, чехословацким орденом.